# Tao Geoghegan Hart
Tao Geoghegan Hart durante a Volta da Grã-Bretanha de 2016
Tao Geoghegan Hart, 30 de março de 1995, é um ciclista britânico, membro da equipa Ineos.

## Biografia
Os nomes pouco utilizados Tao e Geoghegan são irlandeses, Tao significando Tom em gaélico irlandês, o nome do seu pai.

### Começos no ciclismo
Durando a sua juventude, pratica o futebol, depois a natação. Durando o verão 2008, participa no Dunwich Dynamo, uma corrida de ciclismo noturna entre Hackney e Dunwich. Inscreve-se ao Cycling Clube Hackney pouco tempo depois. Em 2009, começa a trabalhar para a loja de bicicletas Condor Ciclos, no centro de Londres, uma marca que torna-se o seu patrocinador pessoal durante os seus anos júnior.
Em 2011, ele faz parte do programa de formação de menos de 16 anos da federação britânica. Faz os seus começos na pista e contínua de praticar a estrada. Está seleccionado para o Festival Olímpico da Juventude europeia e torna-se vice-campeão do Reino Unido em estrada cadetes nesse ano. Em 2012, passa ao programa de formação de menos de 18 anos. Durante os Campeonato Europeu em Pista Juniores, consegue a medalha de prata da perseguição por equipas masculinas juniores com seus os compatriotas Jonathan Dibben, Samuel Lowe e Christopher Latham. Em final de estação, participa nos campeonatos mundiais em estrada juniores. Classifica-se 35.º do contrarrelógio e 21.º da corrida em linha.
No ano seguinte, em 2013, decide focar-se mais em provas em estrada. Toma parte em várias provas da Copa das Nações Juniores. Adjudica-se uma etapa e a classificação geral da Tour de Istria, termina terciro na Paris-Roubaix juniores e quinto da Corrida da Paz juniores. Consegue igualmente uma etapa e a classificação geral do Giro della Lunigiana. Classifica-se igualmente oitavo do Keizer der Juniores e nono dos Três dias de Axel. Em final de estação, termina 118.º dos mundiais juniores.
Em 2014, apanha a Bissell Development, equipa formadora dirigida por Axel Merckx. Participa às corridas do calendário profissional e esperanças (Sub-23). Classifica-se 15.º da Tour de Frandres esperanças, 20.º da Côte Picarde e terçeiro da Liège-Bastogne-Liège Esperanças. Participa igualmente na Volta à Califórnia de 2014. Em agosto, termina décimo da Volta de l'Avenir, onde é uma das revelações. Em 2015, é novamente terceiro de Liège-Bastogne-Liège Esperanças. Em agosto, torna-se estagiário nas fileiras da equipa WorldTour britânica Team Sky. No ano seguinte, em 2016, torna-se  Campeão do Reino Unido em estrada esperanças e ganha o Troféu Banca Popolare di Vicenza. Ao mês de agosto, assina um contrato para apanhar a formação Team Sky em 2017

### Desde 2017: Team Sky

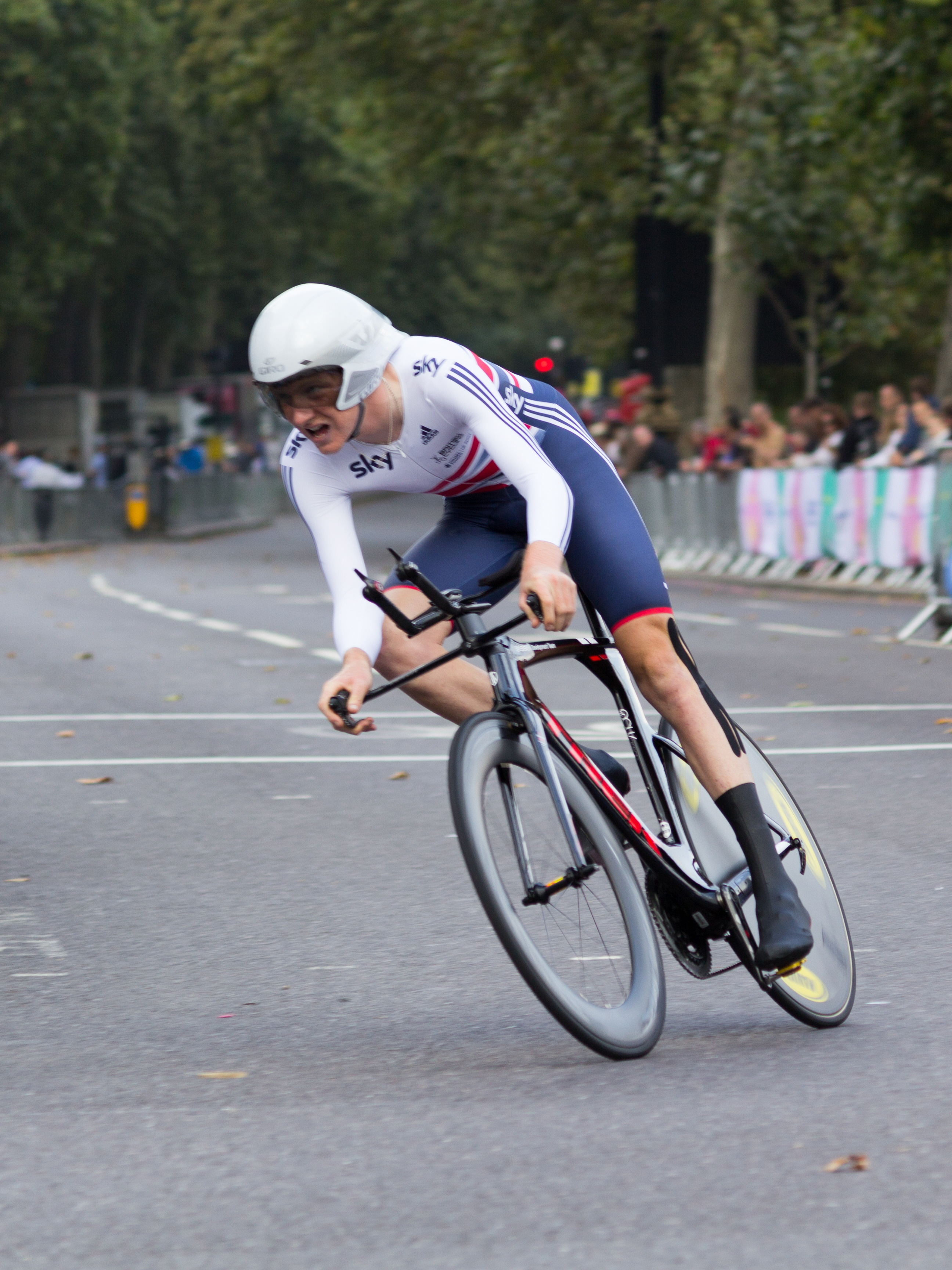
Tao Geoghegan Hart durante a Volta da Grã-Bretanha de 2016

Para a sua primeira temporada na Team Sky, é quarto do Troféu Serra de Tramontana desde a sua segunda corrida. Tem um papel de jogador nas corridas por etapas, mas obtém vários resultados : oitavo da Tour de Yorkshire e da Volta de Califórnia, bem como um décimo quarto lugar na Volta à Suíça.
Em 2018, é quinto e melhor jovem da Volta à Califórnia, quinto igualmente da Volta a Burgos e participa na Volta a Espanha, a sua primeiro grande volta, onde se classifica no 62.º posto. Consegue também, nesse ano, o contrarrelógio por equipas do Critério do Dauphiné, corrida que termina trigésimo. Em 2019, ganha os seus primeiros sucessos profissionais, com duas etapas da Tour dos Alpes.

## Palmarés em estrada

### Por anos
- 2011
  - 2.º do campeonato da Grã-Bretanha em estrada cadetes
- 2013
  - Tour de Istria :
    - Classificação geral
      - 2. ª etapa

  - Giro della Lunigiana :
    - Classificação geral
      - 1.ª etapa

  - 3.º de Paris-Roubaix juniores
- 2014
  - 3.º de Liège-Bastogne-Liège Esperanças
- 2015
  - 3.º do campeonato do Reino Unido do contrarrelógio esperanças
  - 3.º de Liège-Bastogne-Liège Esperanças
- 2016
  -  Campeão do Reino Unido em estrada esperanças
  - Troféu Banca Popolare di Vicenza
    - 5. ª etapa da Tour de Saboya Mont-Blanc

  - 2.º do campeonato do Reino Unido do contrarrelógio esperanças
  - 2.º da Corrida da Paz esperanças
  - 2.º do Tour de Saboya Mont-Blanc
  - 9.º do Campeonato Europeu do contrarrelógio esperanças
- 2018
  - 3. ª etapa do Critérium do Dauphiné (contrarrelógio por equipas)
  - 5.º da Volta à Califórnia
- 2019
  - 1.ª e 4.º etapas do Tour dos Alpes
  - 2.º do Tour dos Alpes
  - 5.º da Volta à Polónia
- 2020
  - 1º do Giro d'Italia e 15.ª etapa
  - 3.º da Volta à Comunidade Valenciana

### Resultados nas grandes voltas

#### Volta a Espanha
2 participações
- 2018 : 62.º
- 2019 : 20.º

#### Giro d'Italia
2 participações
- 2019 : abandono (13. ª etapa)
- 2020 : 1º na classificação geral e 2 etapas

### Classificações mundiais
| Ano              | 2014         | 2015  |
| UCI America Tour |              | 99.º. |
| UCI Europe Tour  | 524.º. 518.º |       |

## Palmarés em pista

### Campeonato Europeu
- Anadia 2012
  -  Medalha de prata da perseguição por equipas juniores

### Campeonato do Reino Unido
- 2013
  - 2.º da corrida por pontos juniores